# Moscow mule
El Moscow mule (en español: «mula de Moscú») es un cóctel hecho con vodka, cerveza de jengibre y jugo de lima, adornado con una rodaja de lima. Es un tipo de buck o mule, cócteles a base de lima, ginger ale o ginger beer y alguna bebida alcohólica. Por ello a veces se le llama vodka buck.
Popularmente, el Moscow mule se sirve en taza de cobre. Los puristas de la coctelería defienden que este metal mantiene mejor el frío de la bebida e incluso aporta matices a los sabores individuales de sus ingredientes, especialmente cuando el vodka oxida las paredes de la taza. Otra alusión, es la reacción de maillard que se ve acelerada en presencia de cobre, a pesar del ph ácido y la baja temperatura. El sabor cambia por efecto de los azúcares y los aceites provenientes del jengibre y el limón Reacción_de_Maillard. Sin embargo, esto no ha sido probado científicamente, y otros bármanes lo atribuyen a motivos simplemente de tradición y estética. En contacto con alimentos ácidos (pH<6), el cobre puede desprenderse e infiltrarse en la bebida, pudiendo ser un peligro para la salud. Por ello, se recomienda que las tazas de cobre estén chapadas con níquel o acero inoxidable en el interior y en el labio, aunque existe cierta controversia sobre si el grado de intoxicación es realmente perceptible en un plazo corto de tiempo, ya que el cobre causa toxicidad en los seres humanos en torno a los 30 mL⁄L de cobre cantidad muy inferior a la de un solo Moscow mule.

## Historia
El artículo de 2007 de George Sinclair sobre el origen de la bebida cita al New York Herald Tribune de 1948: 
El Mule nació en Manhattan pero se «caló» en la costa oeste todo el tiempo. El lugar de nacimiento de «Little Moscow» fue en el Chatham Hotel de Nueva York. Eso fue en 1941 cuando el primer automóvil cargado de cerveza de jengibre Cock 'n' Bull de Jack Morgan estaba arrasando las llanuras para darles a los neoyorquinos una feliz sorpresa… La Familia Violette ayudó. Tres amigos estaban en el bar Chatham, uno John A. Morgan, conocido como Jack, presidente de Cock 'n' Bull Products y dueño del restaurante Hollywood Cock 'n' Bull; otro fue John G. Martin, presidente de G.F. Heublein Brothers Inc. de Hartford, Connecticut, y el tercero fue Rudolph Kunett, presidente de Pierre Smirnoff, la división de vodka de Heublein. Como dice Jack Morgan: «Los tres estábamos bebiéndonos un trago, tomando un aperitivo y empujándonos hacia un genio inventivo». Martin y Kunett pensaban en su vodka y se preguntaban qué pasaría echaban las dos onzas en la cerveza de jengibre de Morgan con un chorro de limón. Pedimos hielo, compramos limones, buscamos tazas y preparamos el «brebaje». Se levantaron las copas, los hombres contaron hasta cinco y la primera vez que probaron. Estuvo bien. Levantó el espíritu a la aventura. Cuatro o cinco días después, la mezcla fue bautizada como Moscow mule…
 Esta historia fue bien conocida durante años, sin embargo, en 2007 se publicó una nueva versión de la invención del cóctel Moscow mule. En esta historia, el inventor del cóctel fue Wes Price, el jefe de cantineros de Morgan, y la bebida nació de la necesidad de limpiar la bodega del bar, llena de inventario sin vender, que incluye vodka y cerveza de jengibre.

Eric Felten cita a Wes Price en un artículo publicado en 2007 en The Wall Street Journal. 
«Solo quería limpiar el sótano», diría Price sobre la creación del Moscow mule.  «Estaba tratando de deshacerme de muchas existencias muertas». El primero que mezcló se lo sirvió al actor Broderick Crawford. «Se prendió como un incendio forestal» presume Price.
 El Moscow mule a menudo se sirve en una taza de cobre. La popularidad de este recipiente para beber es atribuible a Martin, quien recorrió los Estados Unidos para vender vodka Smirnoff y popularizar el Moscow mule. Martin pidió a los camareros que posaran con una taza de cobre especial y una botella de vodka Smirnoff, y les tomó fotografías Polaroid. Tomó dos fotos, dejando una con el cantinero para su exhibición. La otra foto se colocó en una colección y se utilizó como prueba para el próximo bar que Martin visitó de la popularidad del Moscow mule. La taza de cobre sigue siendo, hasta el día de hoy, un recipiente popular para el Moscow mule.
Según un artículo de Insider Hollywood de 1942, el Moscow mule fue más popular en Los Ángeles, donde se originó. El Nevada State Journal (12 de octubre de 1943) reforzó la popularidad de la mula al informar:  «Ya la mula está subiendo al puñado exclusivo de las bebidas mixtas más populares». Se hizo conocido como una bebida favorita del dueño del casino Reno William F. Harrah. En su libro Beat the Dealer (1964), Edward O. Thorp no nombró el casino Tahoe donde pensó que había sido mal tratado como un contador de cartas. En cambio, escribió:  «Inmediatamente tuve un Moscow mule», insinuando sutilmente que la ubicación era Harrah's Lake Tahoe, debido a la conocida propensión de Harrah para la bebida.

## Variantes

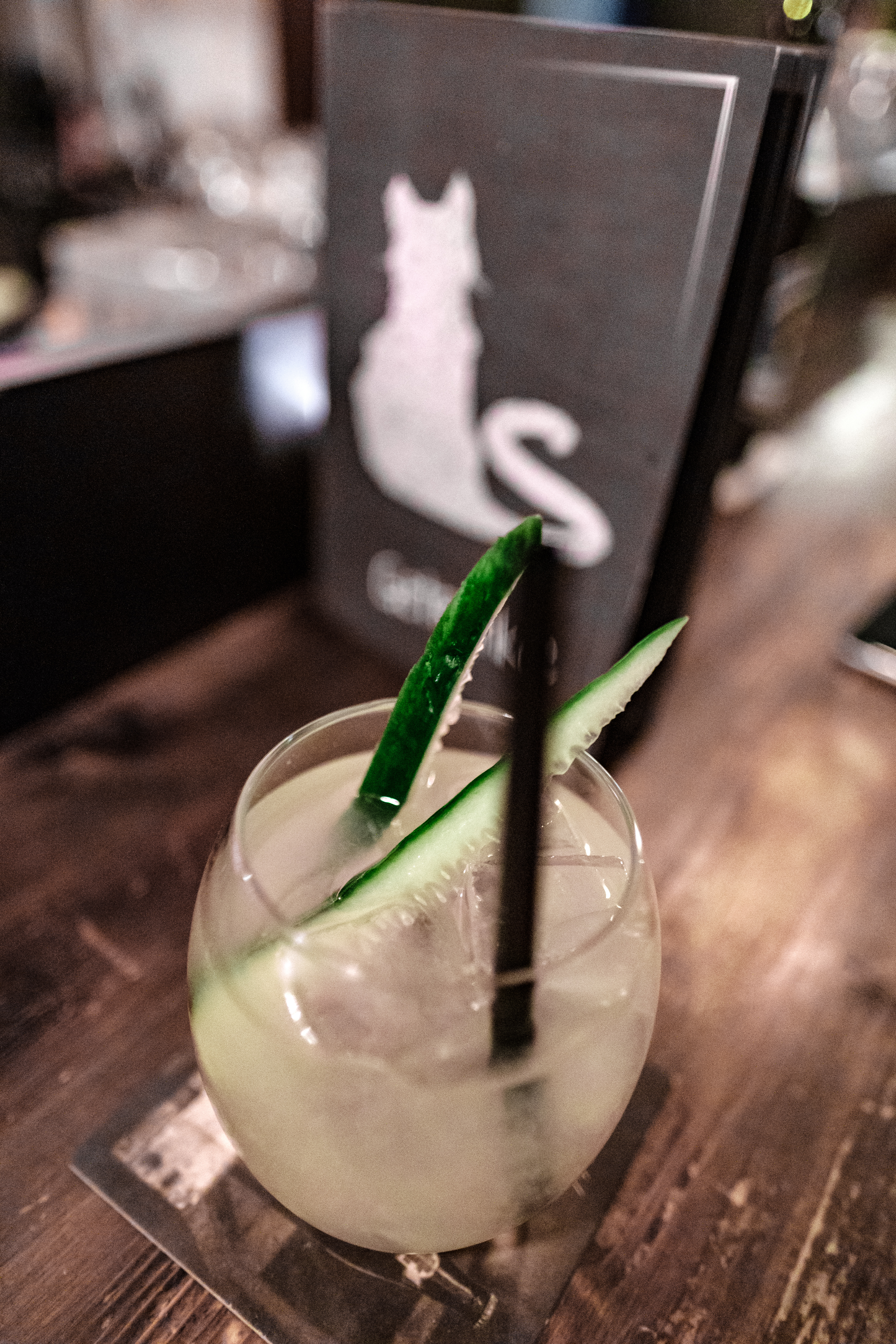
French Mule.

Las variantes usan diferentes licores, con el nombre cambiado en consecuencia:
- Si se usa bourbon, la bebida se llama Kentucky Mule o Horsefeather.
- Si se utilizan bourbon y licor de café, se llama New Orleans Mule.
- Si se usa ginebra, es un London Mule.
- Si se usa tequila, es un Mexican Mule.
- Si se utiliza ron especiado, es un Caribbean Mule.
- Si se usa el ron Bundaberg, es un Aussie Mule.
- Si se usa whisky irlandés, es un Irish Mule.
- Si se usa whisky escocés mezclado y licor de St Germain, es un Glasgow Mule.
- Si se usa absenta, es un Bohemian Mule.
- si se usan absenta y schnapps de canela, se llama Dead Man's Mule.
- Si se usan coñac y amargo de Angostura, es un French Mule.
- Si se usan licor de pera y Poire Williams, es un Prickly Pear Mule.
- Si se usa el licor Southern Comfort, se llama Southern Mule.
- si se usa el licor de Tuaca, es una Tuscan Mule
- Si se usa el licor patxaran (originario de Navarra, en el norte de España) se llama Iruña's Mule.

Otra variante consiste en usar jarabe de jengibre en lugar de cerveza de jengibre. Ocasionalmente, una bebida carbonatada estadounidense llamada Mountain Dew se usa como sustituta de la cerveza de jengibre. Existe una receta que incluye jugo de zanahoria y amargo de Angostura.
Un cóctel similar llamado Floradora es en realidad un Moscow Mule con jarabe o licor de frambuesa.

### Vaso de cobre
Los ingredientes en los cócteles de mula de Moscú son ácidos, y la bebida resultante tiene un pH muy por debajo de 6.0. Esto crea un problema cuando se usan tazas de cobre tradicionales, ya que el cobre puede comenzar a disolverse en soluciones ácidas. El cobre en solución se considera tóxico a concentraciones superiores a 1 mg/L.
El 28 de julio de 2017, la Iowa Alcoholic Beverages Division («División de Bebidas Alcohólicas de Iowa») emitió una declaración de que los recipientes de cobre puro no deben usarse para servir bebidas ácidas, pero que «las tazas de cobre forradas en el interior con otro metal, como el níquel o el acero inoxidable, pueden ser usado y ampliamente disponible». El Código de Alimentos 2013 de la Administración de Alimentos y Medicamentos de Estados Unidos establece que el cobre y las aleaciones de cobre como el latón «no se pueden usar en contacto con un alimento que tenga un pH inferior a 6, como el vinagre, el jugo de fruta o el vino, o para un accesorio o tubería instalada entre un dispositivo de prevención de reflujo y un carbonatador».
El Código de Alimentos Modelo de la Administración de Drogas y Alimentos de los Estados Unidos prohíbe específicamente que el cobre «entre en contacto directo con alimentos que tienen un pH por debajo de 6.0». Las tazas de cobre revestidas con acero inoxidable u otros materiales inocuos para los alimentos están exentas del aviso.